# Yushania exilis
Yushania exilis är en gräsart som beskrevs av Tong Pei Yi. Yushania exilis ingår i släktet yushanior, och familjen gräs. Inga underarter finns listade i Catalogue of Life.